# Linia kolejowa nr 203
Linia kolejowa nr 203 – pierwszorzędna, jedno- i dwutorowa linia kolejowa znaczenia państwowego (w km -0,437 do 66,983 oraz 178,548 do 342,453) łącząca stację Tczew ze stacją Kostrzyn. Linia ta jest częścią strategicznie ważnej do 1945 roku magistrali kolejowej łączącej Berlin ze stolicą Prus Wschodnich – Królewcem (tzw. Ostbahn).

## Historia
Koncepcja budowy linii powstała w 1842 w ramach Pruskiej Kolei Wschodniej, a pierwsze prace budowlane rozpoczęto w 1846. W 1851 linia z Krzyża Wielkopolskiego dotarła do Piły przez Trzciankę. W latach 1871–1873 zrealizowano budowę linii z Piły przez Chojnice i Starogard Gdański do Tczewa oraz drugiej równoległej linii w kierunku granicy rosyjskiej z Torunia przez Iławę, Olsztyn, Korsze, Gierdawę do Wystruci.
Od 1888 linia była własnością Pruskich Kolei Państwowych (Preußische Staatseisenbahnen). W 1895 Kolej Wschodnią – zarządzaną dotychczas z jednego miejsca, z Bydgoszczy – rozdzielono między trzy obszarowe dyrekcje kolejowe – w Bydgoszczy, Gdańsku i Królewcu.
W 2009 roku w ramach Regionalnego Programu Operacyjnego dla województwa lubuskiego ogłoszono realizację projektu modernizacyjnego linii kolejowej nr 203 Tczew – Kostrzyn na odcinku Krzyż – Kostrzyn. Linia zostanie zmodernizowana na długości ok. 45 km. Przedsięwzięcie obejmuje modernizację nawierzchni, obiektów inżynieryjnych, urządzeń samoczynnej sygnalizacji przejazdowej (SSP), peronów i wiat na wybranych przystankach osobowych. Linia ma zostać przystosowana do parametrów eksploatacyjnych w zakresie prędkości 120 km/h dla autobusów szynowych oraz 70 km/h dla ruchu towarowego. Na peronie 1 stacji Gorzów Wlkp. została zamontowana winda dla usprawnienia obsługi osób niepełnosprawnych. Modernizację rozpoczęto w kwietniu 2010 roku, zaś zakończyła się oficjalnie wraz z wejściem nowego rozkładu w grudniu 2011 roku. Dofinansowanie pochodziło ze środków LRPO (60%).
14 października 2016 została podpisana umowa z przedsiębiorstwem Intercor na remont estakady w Gorzowie Wielkopolskim o wartości 111 mln złotych. Zakres prac, poza wzmocnieniem 50 nisz, remontem mostu i pięciu stalowych wiaduktów, wymianą około 3 kilometrów toru i wyremontowaniem 310 metrów muru oporowego, obejmuje także odnowienie tunelu kolejowego oraz 2 peronu stacji Gorzów Wielkopolski. Powstał także nowy przystanek kolejowy przy ulicy Teatralnej, w pobliżu Instytutu Humanistycznego miejscowej akademii, o nazwie Gorzów Wielkopolski Wschodni.
9 października 2020 PLK SA podpisały z firmą Transprojekt Gdański umowę na przygotowanie do jesieni 2023 projektu modernizacji i elektryfikacji odcinka Tczew – Czersk wraz z odcinkiem Czersk – Bąk, w której koszt realizacji dokumentacji projektowej określono na 18 mln zł. Realizacja prac budowlanych będzie możliwa w kolejnej perspektywie finansowej UE na lata 2021–2027. Przewiduje się m.in. powstanie nowego przystanku Tczew Suchostrzygi.
31 lipca 2024 oficjalnie oddano do użytku nowy most kolejowy nad Odrą łączący Kostrzyn i Küstrin-Kietz. Jest to obiekt o unikalnej konstrukcji – część, na której położone jest torowisko, jest podwieszona do łukowego ustroju nośnego za pomocą wieszaków z włókna węglowego w układzie siatkowym. Wieszaki mostowe z tego materiału zastosowano po raz pierwszy na świecie. Przeprawa ma długość 266 m i zastąpiła prawie 100-letni most kratownicowy z 1926 r. Ponadto wybudowano 176-metrowy most nad kanałem przeciwpowodziowym i wyremontowano układ torowy na odcinku 1,25 km.

## Opis linii
- Kategoria linii – pierwszorzędna
- Klasa linii – C3 na całej długości
- Liczba torów (odległości podano w kilometrach):
  - jednotorowa na odcinkach:
    - -0,437 – -0,280
    - 75,112 – 178,981
    - 295,538- 296,780 (estakada kolejowa w Gorzowie Wielkopolskim)

  - dwutorowa na odcinkach:
    - -0,280 – 75,112
    - 178,981 – 295,538
    - 296,780 – 342,453

## Maksymalne prędkości
Wykaz maksymalnych prędkości w rozkładzie jazdy 2019/2020
| Prędkość                                          | Prędkość               | Prędkość         | Kilometraż | Kilometraż | Prędkość        | Prędkość               | Prędkość         |
| tor 1                                             | tor 1                  | tor 1            | od         | do         | tor 2           | tor 2                  | tor 2            |
| składy wagonowe                                   | autobusy szynowe i EZT | pociągi towarowe | od         | do         | składy wagonowe | autobusy szynowe i EZT | pociągi towarowe |
| ------------------------------------------------- | ---------------------- | ---------------- | ---------- | ---------- | --------------- | ---------------------- | ---------------- |
| 80                                                | 80                     | 80               | -0,437     | -0,280     |                 |                        |                  |
| 80                                                | 80                     | 80               | -0,280     | 2,100      | 80              | 80                     | 80               |
| 100                                               | 100                    | 100              | 2,100      | 24,400     | 100             | 100                    | 100              |
| 100                                               | 100                    | 100              | 24,400     | 24,630     | 60              | 60                     | 60               |
| 100                                               | 100                    | 100              | 24,630     | 67,900     | 100             | 100                    | 100              |
| 120                                               | 120                    | 120              | 67,900     | 75,067     | 120             | 120                    | 120              |
| 120                                               | 120                    | 120              | 75,067     | 96,900     |                 |                        |                  |
| 120                                               | 120                    | 100              | 96,900     | 121,760    |                 |                        |                  |
| 100                                               | 100                    | 70               | 121,760    | 178,981    |                 |                        |                  |
| 100                                               | 100                    | 70               | 178,981    | 183,500    | 100             | 100                    | 70               |
| 100                                               | 100                    | 70               | 183,500    | 184,500    | 100             | 100                    | 70               |
| 60                                                | 60                     | 60               | 184,500    | 188,900    | 100             | 100                    | 70               |
| 100                                               | 100                    | 70               | 188,900    | 295,538    | 100             | 100                    | 70               |
| 100                                               | 100                    | 70               | 295,538    | 295,890    |                 |                        |                  |
| 40                                                | 40                     | 40               | 295,890    | 296,820    |                 |                        |                  |
| 100                                               | 120                    | 70               | 296,820    | 296,871    |                 |                        |                  |
| 100                                               | 120                    | 70               | 296,871    | 339,000    | 100             | 120                    | 70               |
| 80                                                | 100                    | 60               | 339,000    | 342,453    | 80              | 100                    | 60               |
| nie zawiera ograniczeń z Wykazu Ostrzeżeń Stałych |                        |                  |            |            |                 |                        |                  |

## Przewoźnicy
- Polregio – obsługuje większość pociągów osobowych na linii

- Niederbarnimer Eisenbahn – obsługuje w kooperacji z Polregio niektóre pociągi osobowe na odcinku Gorzów Wielkopolski – Granica Państwa (i dalej do stacji Berlin-Lichtenberg)

- PKP Intercity – obsługuje pociąg TLK „Bory Tucholskie” na odcinku Kostrzyn – Tczew[10] oraz pociąg InterCity „Zamoyski” na odcinku Piła Główna – Gorzów Wielkopolski

- PKP Cargo – przewoźnik korzysta z linii do przewozów towarów

## Czas jazdy[11]
W 2010 podczas kursowania pociągu TLK z Warszawy Wschodniej do Kostrzyna odcinek Kostrzyn – Piła Główna (161 km) pociąg TLK pokonywał w 2 godziny 51 minut.
Deklarowany czas przejazdu na tym odcinku o dystansie 96 km przedstawia się następująco (według rozkładu jazdy 2015/2016):
Pociąg regio nr 50771 ze stacji Tczew do stacji Chojnice (96 km):
| Stacja            | Odjazd | Czas postoju | Czas podróży | Kilometr linii |
| ----------------- | ------ | ------------ | ------------ | -------------- |
| Tczew             | 05:05  | –            | 0            | 0              |
| Starogard Gdański | 05:27  | 1 min        | 22 min       | 24             |
| Czersk            | 06:09  | 1 min        | 42 min       | 67             |
| Chojnice          | 06:37  | –            | 28 min       | 96             |

Pociąg regio nr 58325 ze stacji Chojnice do Krzyża (142 km):
| Stacja      | Odjazd | Czas postoju | Czas podróży | Kilometr linii |
| ----------- | ------ | ------------ | ------------ | -------------- |
| Chojnice    | 07:50  | –            | 0            | 96             |
| Złotów      | 08:33  | 0 min        | 43 min       | 147            |
| Piła Główna | 09:07  | 1 min        | 34 min       | 180            |
| Trzcianka   | 09:29  | 1 min        | 22 min       | 202            |
| Krzyż       | 10:00  | –            | 33 min       | 238            |

Pociąg regio nr 78531 z Krzyża do Kostrzyna n. Odrą (96 km):
| Stacja              | Odjazd | Czas postoju | Czas podróży | Kilometr linii |
| ------------------- | ------ | ------------ | ------------ | -------------- |
| Krzyż               | 10:05  | –            | 0            | 238            |
| Gorzów Wielkopolski | 11:03  | 1 min        | 58 min       | 297            |
| Kostrzyn n. Odrą    | 11:40  | –            | 37 min       | 340            |

Na podstawie tabel można obliczyć, że pociąg na pokonanie trasy Tczew – Kostrzyn o dystansie 340 km do polsko-niemieckiej granicy (bez postojów na stacjach pośrednich) potrzebuje 5 godzin 12 minut.